# Osieczki (powiat wejherowski)
Osieczki – osada kaszubska w Polsce na Pobrzeżu Kaszubskim położona w województwie pomorskim, w powiecie wejherowskim, w gminie Choczewo. Nie posiada sołtysa, należy do sołectwa Osieki Lęborskie.
To dawny PGR.
W latach 1975–1998 miejscowość administracyjnie należała do województwa gdańskiego.